# Kovács Elemér (újságíró)
Kovács Elemér (Beregszász, 1957. október 26. –) kárpátaljai magyar újságíró, közíró, helytörténész, több mint tíz önálló kötet szerzője.

## Életpályája
Földműves családban született 1957-ben a közigazgatásilag Beregszászhoz tartozó Beregardóban, Kárpátalján. 1974-ben érettségizett a Beregszászi 4. sz. Kossuth Lajos Középiskolában.  1980-ban az Ungvári Állami Egyetemen magyartanári oklevéllel diplomázott. Ezt követően közel húsz éven át volt a kárpátaljai Ungváron megjelenő Kárpáti Igaz Szó hetilap munkatársa. Jelenlegi munkahelyén, a Beregszászi székhelyű Kárpátinfo hetilapnál a kárpátaljai agrárium aktuális kérdései mellett helytörténettel, néprajzzal, turisztikával, ökológiával, kultúrával foglalkozik. Több turisztikai könyv szerzője, megírta a beregvidéki borászat történetét. 1988-ban megházasodott, felesége, Marton Erzsébet a Kárpátinfo hetilap felelős szerkesztője és a Küldetés című református havilap főszerkesztője. Legutóbbi könyve 2018-ban jelent meg A vasfüggönyön innen. Kárpátaljai magyar anekdotakincs címen.

## Újságírói, közírói munkássága
1980-tól a '90-es évek végéig a Kárpáti Igaz Szó, majd a lap alakulásától kezdve jelenleg is a Kárpátinfo hetilap munkatársa. 
1988. január 30-án részt vesz a József Attila Alkotóközösség megalapításában. 
Az 1970-es évek végétől publikál elbeszéléseket, helytörténeti írásokat. Védőoltás című elbeszélésével debütál a Szívárványszínben c. ifjúsági almanachban. Prózai, honismeretei, helytörténeti és útleírásaival, riportjaival jelen van a helyi magyar sajtókiadványokban. Feldolgozta Bereg-vidék szőlőművelésének és borkészítésének történetét. 
A glasznoszty idején számos olyan publikációt jelentetett meg, melyek addig tabu témának számítottak: az erőszakos kolhozosításról, a kulákokról, a kitelepítésekről, a Donyec-medencébe bányamunkára erőszakkal elhurcolt magyar fiatalokról, a kárpátaljai magyar kötődésű egyházak helyzetéről. Több nagyobb lélegzetű helytörténeti írása az itteni egyetemen és főiskolán tanuló diákok dolgozatainak alaptémájául szolgált (kárpátaljai falucsúfolók, bolgárkertészek Kárpátalján, kárpátaljai magyar anekdotakincs). 
Élőlátók c. gyűjteményéhez írt fülszövegben megfogalmazza népszolgálati hitvallását is, azért ír, hogy: „írásaimmal – a riportokkal, a karcolatokkal, az életképekkel – jelezzem: bármennyi sorscsapás is érte az utóbbi évtizedekben a kárpátaljai magyarságot, mindezek ellenére – megmaradtunk.”
2009-ben a magyarországi németek Pécs-Baranya megyei szervezetének szervezésében egy húszfős csapattal két hetet töltött a Donyec-medencében az ide elhurcolt német gyökerekkel rendelkező nők és férfiak sorsát kutatva. Emellett a hagyományőrzés, az identitáskeresés, a szórványosodás kérdései is erősen foglalkoztatják.
Munkájának egyik fókuszában a helyi borvidékek történelme, sorsa áll. 2010-ben az év elején induló Nagyítás hetilapban számos írása jelent meg a kárpátaljai valóságról. Ezekből a Haza a mélyben című írása bekerült a Magyar Napló által megjelentetett Az Év Esszéi 2010 antológiába.

## Díjak, elismerések
1989 – Váradi-Sternberg János Díj
2010 – 
Európa-érem (Magyar Média Műhely)
2011 – 
Pós Alajos Kárpátaljai Magyar Nívódíj

## Eddig megjelent könyvei
Élőlátók (Sorsok, életképek), Intermix Kiadó, Ungvár-Budapest, 1993
Mit ránk hagytak a századok… Beregszászi Borvidék, Beregszász, 2004
Szőlészet, borászat Beregvidéken, Intermix Kiadó, Beregszász, 2009
„Otthon a könny is édes” 1944-1955 (A kényszermunkára hurcolt kárpátaljai magyarok és németek nyomában a Donyec-medencében), 2009.
Fedák Sári – A legismertebb beregszászi. A primadonna szerepei képeslapokon. Beregszász, 2015.
Az igazság mindenek felett! Kárpátaljai ötvenhatosok: Varga János. Intermix Kiadó, Ungvár-Budapest, 2016. Kárpátaljai Magyar Könyvek 250., 2016.
A vasfüggönyön innen. Kárpátaljai magyar anekdotakincs. Intermix Kiadó, Kárpátaljai Magyar Könyvek 271., Ungvár-Budapest, 2017.

### Turisztikai könyvei
A Beregszász - Tatár-hágó turistaútvonalon, Beregszász, 2005
Havasi délibáb – Beregszásztól a Szinevéri-tóig, Beregszász, 2006
Beregszászi tükör – Barangolás a Vérke-parti városban, Beregszász, 2007
Honfoglaló őseink nyomában – A Beregszász – Verecke turistaútvonalon, Beregszász, 2008